# Відеоекологія
Відеоекологія (лат. video — бачити, грец. oικος і λόγος — екологія) — це область знання про взаємодію людини з навколишнім видимим середовищем. Термін запропонував у 1989 р. російський фізіолог Василь Антонович Філін, який є родоначальником науки відеоекології.
Відеоекологія є гілкою екології — науки про взаємодію людини з навколишнім видимої середовищем. Відеоекологія пов'язана з такими науками, як екологія, біологія, фізіологія, архітектура, офтальмологія, психологія, а також з будівельними технологіями, дизайном, математикою тощо.
Відеоекологія базується на законах зорового сприйняття. Глибокі внутрішні зв'язки об'єднують відеоекологію з мистецтвознавчою теорією, що розглядає образотворчу мову як якусь систему естетичних уподобань, засновану на інтуїтивному відборі. При цьому є підстави вважати, що значення відеоекології дозволяє мистецтвознавцям прискорити даний відбір. Теоретичні положення візуальної екології створюють певні передумови для вироблення рекомендацій для творчої практики, які дозволять малодосвідченому автору уникнути формотворної кризи і деградації середовища проживання. Крім того, це внесе цінний внесок у розвиток теорії гармонійного формоутворення, а також створить ґрунт для нових форм структурного мислення. Дані екології візуального середовища можуть суттєво вплинути на розуміння завдань проектної культури. Що ж робити в такій обстановці? Насамперед про проблему відеоекології повинні знати фахівці з екології, архітектори, художники, лікарі, фізіологи, психологи, а також законодавчі та виконавчі органи держави. Відеоекологія повинна стати феноменом масової свідомості.

## Поняття і термінологія

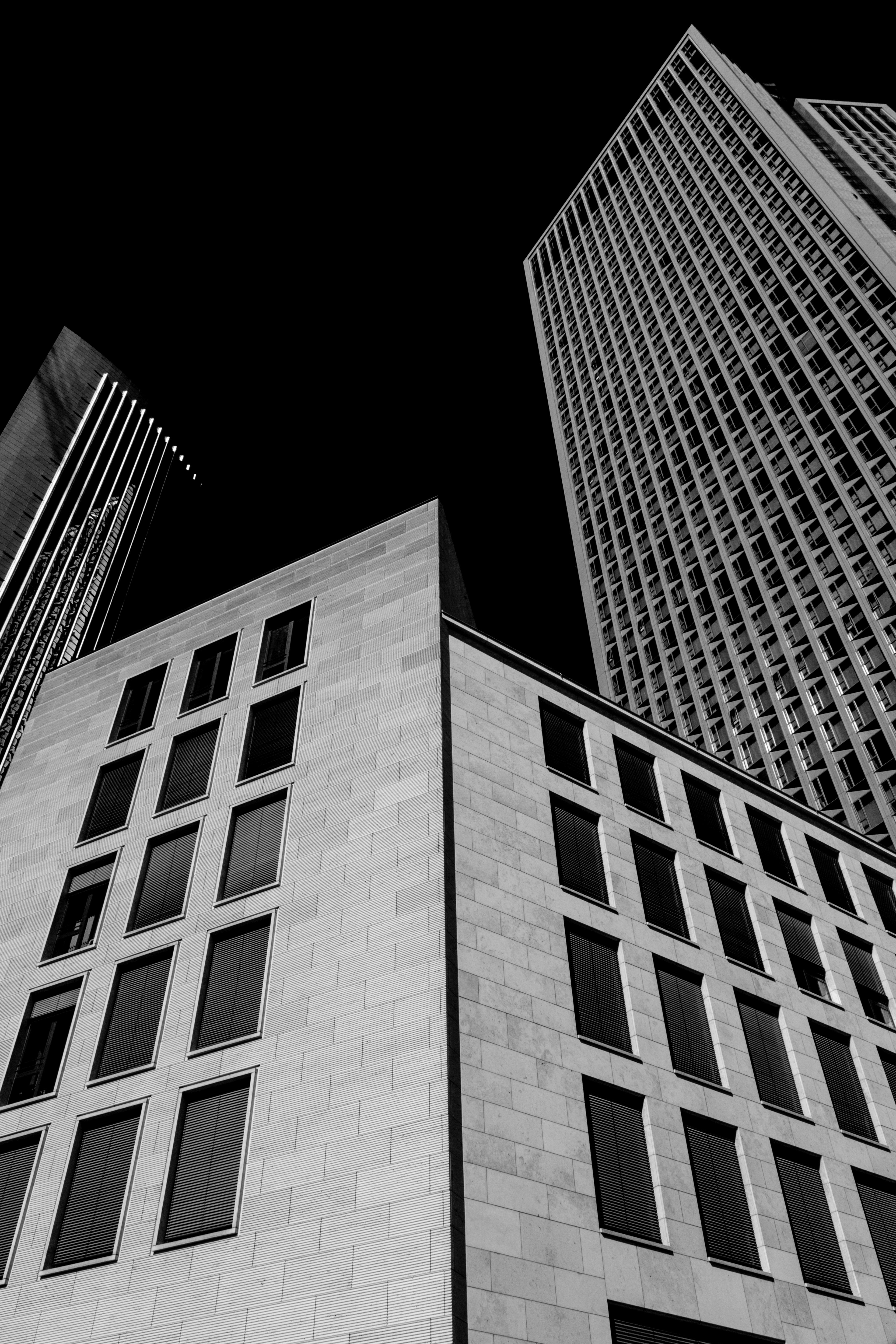
Приклад агресивних візуальних полів, що створюються архітектурними об'єктами.

Візуальне середовище — один з головних компонентів життєзабезпечення людини. До того часу, поки людина більшу частину часу перебувала у природному середовищі, проблем в області відеоекології практично не було. Більш того, кажучи словами поета А. Білого: «Душа пила з очей алмазний ток довкілля». Процеси урбанізації цілком виключили можливість насолоджуватися навколишнім середовищем, а замість «алмазного струму довкілля» людина отримала гомогенне і агресивне середовище, яке, будучи протиприродним, не тільки не дає естетичної насолоди, а й породжує велику кількість соціальних проблем. Серед проблем екології людини однією з актуальних є відеоекологія, що вивчає взаємодію людини з навколишнім візуальним середовищем.
Гомогенні візуальні поля — форма візуального середовища з відсутністю достатньої кількості візуальних деталей (тобто коли дивитися практично немає на що). Гомогенні візуальні поля утворюються в результаті застосування гладких матеріалів для оздоблення та прімитивних архітектурных форм і об'ємів, коли все поле зору заповнене прямими кутами та великими одноманітними площинами. Такі візуальні поля не дають очам «опори» після кожної чергової сакади, при цьому амплітуда вимушених рухів очей значно збільшується, викликаючи дискомфорт і втому. З часом таке гомогенне середовище викликає розлади бінокулярного апарату, акомодації, on-off системи рецепторів.
Агресивні візуальні поля — форма візуального середовища з рівномірно розподіленими однаковими візуальними елементами. Прикладами агресивних візуальних полів можуть слугувати величезні одноманітні фасади сучасних будівель з сотнями рівномірно розподілених вікон. Іншим прикладом є повторювані малюнки на тканині або одязі (рівномірні контрастні клітинки або одяг «у горошок»), коли у поле зору сітківки ока потрапляє велика кількість таких одноманітних візуальних елементів. Через штучну одноманітність візуальної картинки мозку складно синтезувати у єдине ціле ліве і праве зображення, одержане з сітківок очей.